# Nowy Dwór (Jedwabno)
Nowy Dwór [ˈnɔvɨ dvur] (deutsch Neuhof) ist ein Dorf in der polnischen Woiwodschaft Ermland-Masuren. Es gehört zur Landgemeinde Jedwabno (1938 bis 1945 Gedwangen) im Powiat Szczycieński (Kreis Ortelsburg).

## Geografie
Der Ort liegt zehn Kilometer westlich der heutigen Kreisstadt Szczytno (deutsch: Ortelsburg) und 35 Kilometer nordöstlich der früheren Kreisstadt Neidenburg (polnisch Nidzica). 

## Geschichte
Die älteste erhaltene urkundliche Erwähnung des Ortes stammt vom 4. April 1571. Bis 1945 gehörte der Ort zum Landkreis Neidenburg in Ostpreußen. 1874 wurde Neuhof  in den Amtsbezirk Burdungen (polnisch Burdąg) im ostpreußischen Kreis Neidenburg eingegliedert. Im Jahre 1910 zählte Neuhof 434 Einwohner.
Aufgrund der Bestimmungen des Versailler Vertrags stimmte die Bevölkerung im Abstimmungsgebiet Allenstein, zu dem Neuhof gehörte, am 11. Juli 1920 über die weitere staatliche Zugehörigkeit zu Ostpreußen (und damit zu Deutschland) oder den Anschluss an Polen ab. In Neuhof stimmten 269 Einwohner für den Verbleib bei Ostpreußen, auf Polen entfielen keine Stimmen.
Die Zahl der Einwohner Neuhofs belief sich im Jahre 1933 auf 458, im Jahre 1939 auf 415.
Im Januar 1945 wurde der Ort von sowjetischen Truppen erobert. In Kriegsfolge kam das gesamte südliche Ostpreußen und mit ihm Neuhof zu Polen. Das Dorf erhielt die polnische Namensform „Nowy Dwór“ und ist heute mit dem Sitz eines Schulzenamtes (polnisch Sołectwo) eine Ortschaft im Verbund der Landgemeinde Jedwabno (1938 bis 1945 Gedwangen) im Powiat Szczycieński (Kreis Ortelsburg), bis 1998 der Woiwodschaft Olsztyn, seither der Woiwodschaft Ermland-Masuren zugehörig. Im Jahre 2011 zählte Nowy Dwór 310 Einwohner.

## Kirche
Im Jahre 1898 wurde Nowy Dwór ein eigener Kirchort und errichtet in den Jahren 1901/02 eine Kirche. Es handelt sich um einen roten Backsteinbau, dessen schlichte Innenausstattung über einen geschnitzten und reich verzierten Kanzelaltar aus den Anfängen des 17. Jahrhunderts verfügte. Bis 1945 war die Kirche ein evangelisches Gotteshaus, wurde nach 1945 jedoch in eine katholische Pfarrkirche umgewidmet. 
Bis 1945 gehörte Neuhof zur Kirchenprovinz Ostpreußen der Kirche der Altpreußischen Union. Jetzt ist Nowy Dwór in die evangelische Jedwabno in der Diözese Masuren der Evangelisch-Augsburgischen Kirche in Polen einbezogen. Katholischerseits gehört die jetzige Pfarrei in Nowy Dwór zum Dekanat Pasym (Passenheim) im Erzbistum Ermland.

## Verkehr
Nowy Dwór ist von der Landesstraße 58 aus auf einer nach Burdąg (Burdungen) führenden Nebenstraße von Dzierzki (Dziersken, 1932 bis 1945 Althöfen) zu erreichen. Von der Landesstraße 53 führt von Grom (Grammen) aus eine Straße nach Nowy Dwór. Grom ist auch die nächste Bahnstation und liegt an der Bahnstrecke Olsztyn–Ełk.